# إيلا باتنايك
إيلا باتنايك (بالإنجليزية: Ila Patnaik) خبيرة اقتصادية هندية. والمستشار الاقتصادي الرئيسي السابق لحكومة الهند. وخلال هذا الوقت، قامت باتنايك  بإعداد المسح الاقتصادي للهند(2013-2014)، كما ساهمت في العديد من اللجان وفرق العمل التابعة لحكومة الهند. وفي عام 2014، كانت باتنايك الخبيرة الاقتصادية الوحيدة التي تم تصنيفها ضمن المراكز العشرة الأولى في الهند، جنبًا إلى جنب مع أمثالها الآخرين من الحائزئين على جائزة نوبل مثل أمارتيا سن، وياجا فينوجوبال ريدي، وهو اقتصادي هندي وضابط متقاعد من الخدمة الإدارية الهندية، راغورام راجان، ارچيت پاتيل. كما تكتب الأعمدة بانتظام في صحيفة اكسبريس الهندية.
تعمل باتنايك حاليًا كأستاذة في المعهد الوطني للمالية العامة والسياسة (NIPFP).

## حياتها المبكرة
ولدت إيلا باتنايك في نيودلهي في27 أبريل 1964. وقد حصلت على درجة البكالوريوس في الاقتصاد (1983-1985) من الكلية الهندوسية ، جامعة دلهي. كما حلصلت على ماجستير في الاقتصاد (1985-1987) من مركز الدراسات الاقتصادية والتخطيط ، جامعة جواهرلال نهرو في نيودلهي ؛ وماجستير الفلسفة في الاقتصاد (1987-1989) من مركز الدراسات الاقتصادية والتخطيط ، جامعة جواهرلال نهرو في نيودلهي، كما نالت أيضًا درجة الدكتوراه في الاقتصاد (1991-1996) من جامعة ساري في جيلفورد، المملكة المتحدة.

## حياتها المهنية
عملت إيلا باتنايك كمحررة اقتصاد في صحيفة اكسبريس المهنية. كما كتبت عموداً كل أسبوعين في صحيفة بيزنس ستاندرد. كما قامت إيلا ببرنامج السياسة مع باتنايك على قناة إن دي تي في  (قناة تلفزيون نيودلهى المحدودة) من 2007 إلى 2009.